# Rostaing (évêque d'Uzès)
Pour les articles homonymes, voir Rostaing et Rostan.
Rostan, Rostang, Rostaing est un évêque du milieu du Xe siècle, dont le siège reste inconnu. Selon les auteurs, celui-ci pourrait être d'Uzès, tandis que le Gallia christiana l'indique pour Apt.

## Biographie
Rostaing, également sous les formes Rostan ou encore Rostang, est mentionné, selon la tradition, dans la liste épiscopale d'Uzès, pour l'année 945. Cependant les auteurs de l'Histoire générale de Languedoc (1872) écrivent que « Rostaing est indiqué comme évêque, mais le nom de son siège n'est pas désigné ; on n'a pas de monuments sur les évêques d'Uzès du dixième siècle, de sorte qu'on peut aussi bien compter Rostaing parmi ces évêques que l'en rejeter. »
L'acte de 945 est une donation de Gérard, de la famille de Sabran, pseudo-archevêque de Narbonne au prieuré clunisien Saint-Saturnin-du-Port (actuel Pont-Saint-Esprit) (CLU no 724). Les signataires sont ses parents, notamment Rostaing, évêque (Rostagnus episcopus firmavit), neveu de Gérard, et Ermengarde (Ermengardis), sœur du comte Griffon, dans la région d'Apt,. Le nom du siège épiscopal n'est donc pas connu.
La médiéviste Magnani (1999) relève « Le comte Griffon et ses neveux Walo et Rostaing, évêque d'Uzès, ainsi que des alliés des Castellane, offrent des biens dans le comté d'Apt » à l'abbaye de Montmajour. Elle précise en note que l'acte mentionne bien le comté d'Apt (et est ipsa omnia in comitatum atensis) et non dans celui d'Uzès, comme l'a interprété Poly (1976). Elle précise en note que ce Rostaing pourrait être « l'évêque d'Uzès, neveu du comte Griffon avec qui, il offre deux villae, Vallis et Campos, et l'église Saint-Auban », près de Bonnieux (actuel Vaucluse),,. Les donateurs sont le comte Griffon, sa sœur Ermengarde, et son fils, Rostaing, — Crifo comes et nepos meus Rosthstagnus…episcopus… et matris nepotis mei episcopi…Ermengarda —,,,. Là encore, le siège n'est pas mentionné.
Les auteurs de la Gallia christiana novissima (CGN, 1893) indiquaient que le Gallia christiana, repris notamment par Georges de Manteyer (1908), considérait ce Rostaing comme un évêque d'Apt. Cependant, ils soulignent que d'après les sources, « Ni l'une, ni l'autre de ces pièces ne désigne la ville où siège Rostan, mais le Gallia, qui a connu la dernière, a cru pouvoir prononcer qu'il était évêque d'Apt ». Ils concluaient, tout en ne retirant pas complètement ce personnage de la liste d'Apt, que ce nom était absent des actes de la période concernant cette ville.
Poly (1976) mentionne à plusieurs reprises ce Rostaing, indiquant qu'il était lié aux Sabran et aux Castellane, et qu'il pouvait être évêque de Viviers. Il ajoute qu'il avait été l'élève de Rathier de Vérone, lors de son passage en Provence, après avoir été chassé de Vérone.
Magnani (1999) mentionne une autre donation de Rostaing et de son frère Walo, en 993.